# Lucius Alfenus Senecio
Lucius Alfenus Senecio est un procureur et gouverneur romain d'origine berbère, de la fin du IIe au début du IIIe siècle.

## Carrière
Né à Curculum dans la province d'Afrique (actuelle Djemila, en Algérie), Lucius Alfenus Senecio était Numide (Berbère romanisé),. Il a servi comme procurator Augusti en Gaule belgique, puis en Maurétanie Césarienne (196-197).  Après avoir servi comme consul, il a servi comme gouverneur de Syrie Romaine entre 200-205. Vers 205 et 207, il a été le dernier gouverneur de toute la Bretagne romaine avant sa division en plusieurs provinces.
Il a restauré de nombreuses installations militaires le long du mur d'Hadrien à la suite des soulèvements des années antérieures et une dédicace de la victoire mentionne son nom. Dion Cassius note aussi des victoires en Grande-Bretagne en 206, il est donc probable qu'il a achevé la réoccupation de la province et de ses frontières. Des troubles causés par des tribus ont toutefois lieu immédiatement au nord du mur, les troubles causés par les Maeatae et la confédération calédonienne semblent avoir nécessité des expéditions au nord du mur. Senecio semble d'abord avoir réussi et a érigé un monument à la victoire à Benwell.
Hérodien écrit qu'il a demandé l'aide de l'empereur Septime Sévère, peut-être pour entreprendre des raids punitifs en Écosse, ou pour une expédition militaire dirigée par l'empereur lui-même. Son rapport, de retour à Rome, décrit les barbares qui se sont rebellés, ont envahi le pays, pris le butin et tout détruit. En dépit de son âge avancé, 62 ans, Septime Sévère a choisi d'intervenir personnellement, en arrivant en 208 pour mener de nouvelles campagnes.
Lorsque Septime Sévère arrive en Grande-Bretagne, il charge son plus jeune fils, Publius Septimius Geta, de l'administration de certains aspects de la Bretagne romaine, mais comme vice-roi plutôt que gouverneur formel. 
Lorsque Severus meurt à York en 211, son fils aîné, Caracalla essaie de s'emparer du trône. Dans le cadre de ses efforts pour régler les problèmes en Grande-Bretagne avant de la quitter pour presser sa demande, il a peut-être divisé la province en Bretagne inférieure dans le sud et Bretagne supérieure dans le nord, chacune avec son propre gouverneur. Autre hypothèse, la division peut avoir été décrétée par Septime Sévère quelque temps auparavant.